# Puigsacalm Xic
El Puigsacalm Xic és una muntanya de 1.490 metres que es troba al municipi de la Vall d'en Bas a la Garrotxa.